# Roger Huggins
Roger John Huggins (* 5. September 1967 in London) ist ein ehemaliger britischer Basketballspieler. Er spielte nach seinem Studium in den Vereinigten Staaten insbesondere in der belgischen Liga. Mit 40 Jahren erreichte er am Ende seiner Karriere 2008 mit Dexia aus Mons noch das Finale der FIBA EuroCup. Huggins war lange Zeit auch Nationalspieler für die englische und britische Nationalmannschaft.

## Karriere
Huggins spielte zunächst bis 1988 in der British Basketball League für die Pirates aus Bracknell, bevor er mit 21 Jahren zum Studium in die USA an die Hawaiʻi Pacific University ging. Mit deren Hochschulmannschaft Sea Warriors, die damals noch in der NAIA spielten, gewann er 1993 die Meisterschaft der NAIA. Anschließend hatte er eine Einladung zum Probetraining beim NBA-Club Seattle SuperSonics, die ihn jedoch nicht unter Vertrag nahmen.
Nach Studienende kehrte Huggins daher 1993 nach Europa zurück und erhielt mit 26 Jahren einen Profivertrag beim Klub aus dem belgischen Gent, für den er eine Saison lang spielte. Anschließend kehrte er in seine Heimat zurück und spielte für die Sharks aus Sheffield. In seiner ersten Spielzeit für die Sharks erreichte er mit der Mannschaft den ersten Platz nach der regulären Spielzeit und gewann auch den Ligapokal der British Basketball League. Huggins wurde zum MVP der Liga ernannt und erhielt wie auch in den beiden darauffolgenden beiden Spielzeiten eine Einladung zum All-Star Game der besten Spieler der Liga. Die Bosman-Entscheidung eröffnete auch Huggins neue Möglichkeiten, da er jetzt in anderen europäischen Vereinsmannschaften keinen „Ausländerplatz“ mehr belegte.
1997 kehrte Huggins daher in die belgische Liga zurück und spielte für Racing Basket aus Antwerpen, die als Racing Mechelen eine erfolgreiche Vergangenheit hatten. Auch hier gehörte er zu den besten Spielern der Liga, die eine Einladung zum All-Star Game dieser Liga bekamen. In den europäischen Vereinswettbewerben Saporta Cup 1999 und im Korać-Cup 2000 erreichte man jeweils nach Gruppenspielen die K.o.-Runden, in denen man jedoch früh in den Runden der besten 32 beziehungsweise 16 Mannschaften ausschied. Im Jahr 2000 gewann man die belgische Meisterschaft, anschließend wechselte nahezu die komplette Mannschaft für die Saison 2000/01 zum Ligakonkurrenten Athlon aus Ypern, wo er auch mit dem deutschen Nationalspieler Jürgen Malbeck zusammenspielte. Diesmal gelang der Einzug ins Halbfinale des Korać-Cup 2001, wo man KK Hemofarm aus dem serbischen Vršac knapp in der Addition zweier Spiele mit zwei Punkten unterlag. Direkt anschließend wurde Huggins, der seine Mannschaft in diesem Wettbewerb in Rebounds, Blocks und Steals anführte und zudem auf eine zweistellige Punktausbeute kam, im April 2001 noch während der laufenden Spielzeit vom israelischen Verein Hapoel aus Jerusalem verpflichtet. Nach gutem Einstand mit einem Sieg gegen den dominierenden Serienmeister Maccabi Tel Aviv erreichte man die Play-off-Finalserie um die Meisterschaft, die dann gegen den Titelverteidiger jedoch verloren ging.
Ab der Saison 2001/02 spielte Huggins für Spirou BC aus Charleroi in der französischsprachigen Wallonie unter Trainer Giovanni Bozzi, nachdem er zuvor in Belgien nur für Klubs aus Flandern aktiv war. Der vierfache Meister von 1996 bis 1999 hatte zuvor die letzten beiden Titel an die jeweils vom IKT-Anbieter Telindus gesponserten Klubs aus Antwerpen und Ostende abgegeben. 2002 gelang zunächst ein weiterer Pokalerfolg und 2003 konnte man sich den Meistertitel von Ostende zurückholen und das belgische Double gewinnen. Nach dieser Meisterschaft verließ der mittlerweile 36-jährige Huggins den Verein und wechselte zum Ligakonkurrenten aus Lüttich, der vom IKT-Anbieter Euphony Benelux gesponsert wurde und mittlerweile von Bozzi trainiert wurde. Hier spielte er wieder zusammen mit dem belgisch-US-amerikanischen Point Guard Michael Huger, mit dem er auch schon in Antwerpen und Ypern zusammengespielt hatte. Zusammen konnte man Titelverteidiger Spirou BC 2004 im Halbfinale des Pokalwettbewerb bezwingen und anschließend auch mit dem Finalsieg den ersten nationalen Titel für diesen Verein erringen. In der Finalserie der Meisterschaft konnte sich jedoch die Mannschaft aus dem Hennegau durchsetzen und ihren Titel verteidigen.
Für die Spielzeit 2004/05 wechselte Huggins erneut in die israelische Ligat ha’Al zu Bnei HaSharon in Herzlia. Mit diesem Verein erreichte er das israelische Pokalfinale, das gegen Maccabi Tel Aviv verloren ging, und den dritten Platz in der israelischen Meisterschaft. Chris Finch, sein Mannschaftskamerad bei den Sheffield Sharks, war als Trainer in die belgische Liga gekommen, und holte mit dem Klub aus Bree die belgische Meisterschaft 2005. Nach Vergabe der Olympischen Spiele 2012 wurde eine britische Basketballnationalmannschaft neu formiert, die als Gastgeber automatisches Startrecht haben sollte und die erfolglosen Nationalmannschaften aus England, Schottland und Wales ablöste, und Finch ihr Nationaltrainer, der auch Huggins in die neue Auswahl zurückholte. Zudem holte Finch Huggins 2005 auch in die belgische Liga zurück, wo er zusammen mit dem belgischen Nationalspieler Herbert Baert, Huggins’ Mitspieler in Antwerpen und Ypern, einen erfahrenen Frontcourt bildete, während im Backcourt der britische Nationalmannschaftskollege Nate Reinking und Julius Jenkins, später mehrfacher MVP der deutschen Basketball-Bundesliga, agierten. Im ULEB Cup 2005/06 schied man nach den Gruppenspielen im Achtelfinale gegen Huggins ehemaligen Verein Hapoel Jerusalem aus und in der belgischen Meisterschaft verlor der Titelverteidiger die Halbfinalserie gegen Dexia Mons-Hainaut. Nach finanziellen Problemen verließen die wichtigsten Akteure am Saisonende den Verein und Huggins wechselte noch einmal zum Klub nach Lüttich, wo der mittlerweile 39-jährige hauptsächlich im FIBA EuroCup eingesetzt wurde, in dem man in der zweiten Runde vor den K.o.-Spielen ausschied. Für das Saisonende wechselte Huggins zum belgischen Meister Spirou BC nach Charleroi zurück, mit denen er die Meisterschaft 2007 verteidigte. In der folgenden Spielzeit agierte er beim regionalen Rivalen von Charleroi in Mons erneut unter Trainer Chris Finch, der neben Nate Reinking mit Andrew Sullivan und Michael Lenzly weitere britische Nationalspieler in den Hennegau geholt hatte. Mit Dexia Mons-Hainaut erreichte er im FIBA EuroCup, in dem Huggins fast ausschließlich eingesetzt wurde, das Finale, in man dem lettischen Verein Barons/LMT aus Riga knapp mit einem Punkt unterlag. Anschließend beendete Huggins mit beinahe 41 Jahren seine aktive Karriere.